# Площа Героїв УПА
Пло́ща Геро́їв УПА́ — площа в Оболонському районі міста Києва. Розташована між проспектами Степана Бандери та Оболонським, Богатирською і Вербовою вулицями.

## Історія
Площа виникла у середині 70-х років XX століття під час забудови житлового масиву Оболонь та автодороги до Північного мосту. У 1975 році отримала назву площа Героїв Бреста, з 1977 року — Тульська площа, на честь міста-героя Тули.
На початку 2000-х років була проведена реконструкція площі і змінена організація руху автотранспорту.
Сучасна назва на честь героїв Української повстанської армії — з 2022 року.
Під час російсько-української війни, при відбитті 17-ї за травень місяць ракетної атаки на Київ, близько опівдня 31 травня 2023 року, рештки однієї з протиракет зенітного ракетного комплексу MIM-104 Patriot впали на жваве перехрестя на площі та ледь не зачепили маршрутне таксі.